# Forsendelsesomslag
Et forsendelsesomslag er et stykke papir, som lægges uden om tilbudsaviser og andre adresseløse forsendelser, således at den bunke post, som hver husstand skal modtage, lettere holdes samlet. Oprindelig var omslaget bare et stykke papir, men nu er der adskillige forsendelsesomslag, der er blevet til egentlige reklamemedier (reklameomslag).

## Forsendelsesomslag
- Med Rundt – fra Post Danmark
- Svepet – fra Posten AB

| Anime eller manga | Spire Denne artikel om medie og kommunikation er en spire som bør udbygges. Du er velkommen til at hjælpe Wikipedia ved at udvide den. |